# حجولا
حجولا (به عربی: حجولا) یک منطقهٔ مسکونی در لبنان است که در شهرستان جبیل واقع شده‌است.
 حجولا   ۱٬۰۰۰ متر بالاتر از سطح دریا واقع شده‌است.